# Španělské severoafrické državy

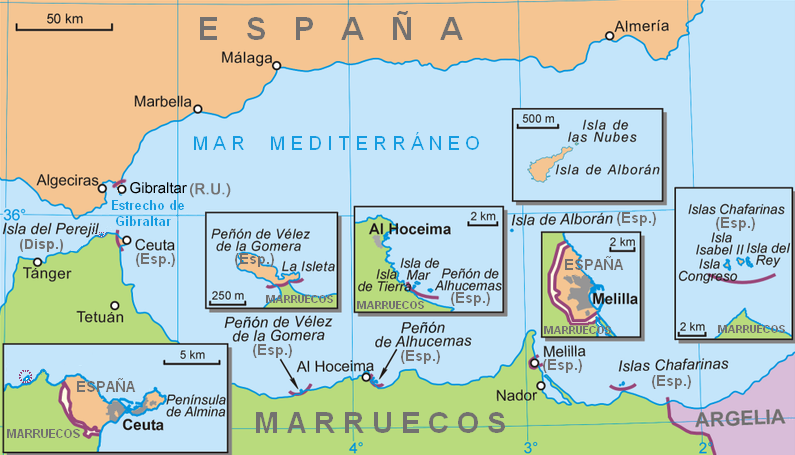
Španělská území na severu Afriky

Španělské severoafrické državy (španělsky Plazas de Soberanía en el Norte de Africa – doslovně Místa suverenity v severní Africe) dříve označované jako „África Septentrional Española“ – Španělská Severní Afrika je společné označení pro španělská území v Severní Africe, přímo sousedící s kontinentálním Marokem, které si na ně činí nárok. Stejně jako celé Španělsko jsou součástí Evropské unie. Zahrnují následující ostrovy při marockém pobřeží, které jsou spravované přímo ústřední španělskou vládou:
- souostroví Islas Chafarinas s ostrůvky Isla del Congreso, Isla Isabel II a Isla del Rey
- souostroví Islas Alhucemas s ostrůvky Peñón de Alhucemas, Isla de Mar a Isla de Tierra
- původně ostrůvek později poloostrov Peñón de Vélez de la Gomera

Dále existují dva ostrůvky, které jsou v některých zdrojích řazené ke Španělským severoafrickým državám, ale nejsou spravovány přímo španělskou vládou:
- ostrůvek Isla de Perejil je spravován autonomním městem Ceuta
- ostrůvek Alborán je spravován provincií Almería v Andalusii

Formálně se k tomuto celku počítá také Ceuta a Melilla, které však dnes mají postavení autonomních měst.